# Xuwulong
Xuwulong (лат.) — род растительноядных птицетазовых динозавров, принадлежащих к кладе Ankylopollexia. Остатки динозавра обнаружены в нижнемеловых отложениях на территории Китая. Типовой и единственный вид — Xuwulong yueluni.
Типовой вид назван и описан в 2011 году китайскими палеонтологами Ю Хайлу, Ли Дацином и Лю Вэйчаном. Голотип GSGM-F00001 был найден в бассейне Юйцзинцзы (англ. Yujingzi Basin) в городском округе Цзюцюань провинции Ганьсу, в породах геологической группы Синьминьпу. Остатки динозавра представляют собой частичный скелет взрослой особи. Кончик хвоста и конечности отсутствуют. Сохранность костей превосходная. На момент публикации была подготовлена только левая сторона образца.
Видовое название дано в честь покойного китайского геолога Ван Юэлуня (Wang Yuelun). Родовое название также дано в честь него, поскольку «Сюй Ву» (кит. 叙五) — его второе имя (字), с добавлением слова long (кит. 龙) — «дракон». Слово «long» используется в китайском языке как эквивалент динозавра, также, как латинское -saur(us) используется в западноевропейских языках.

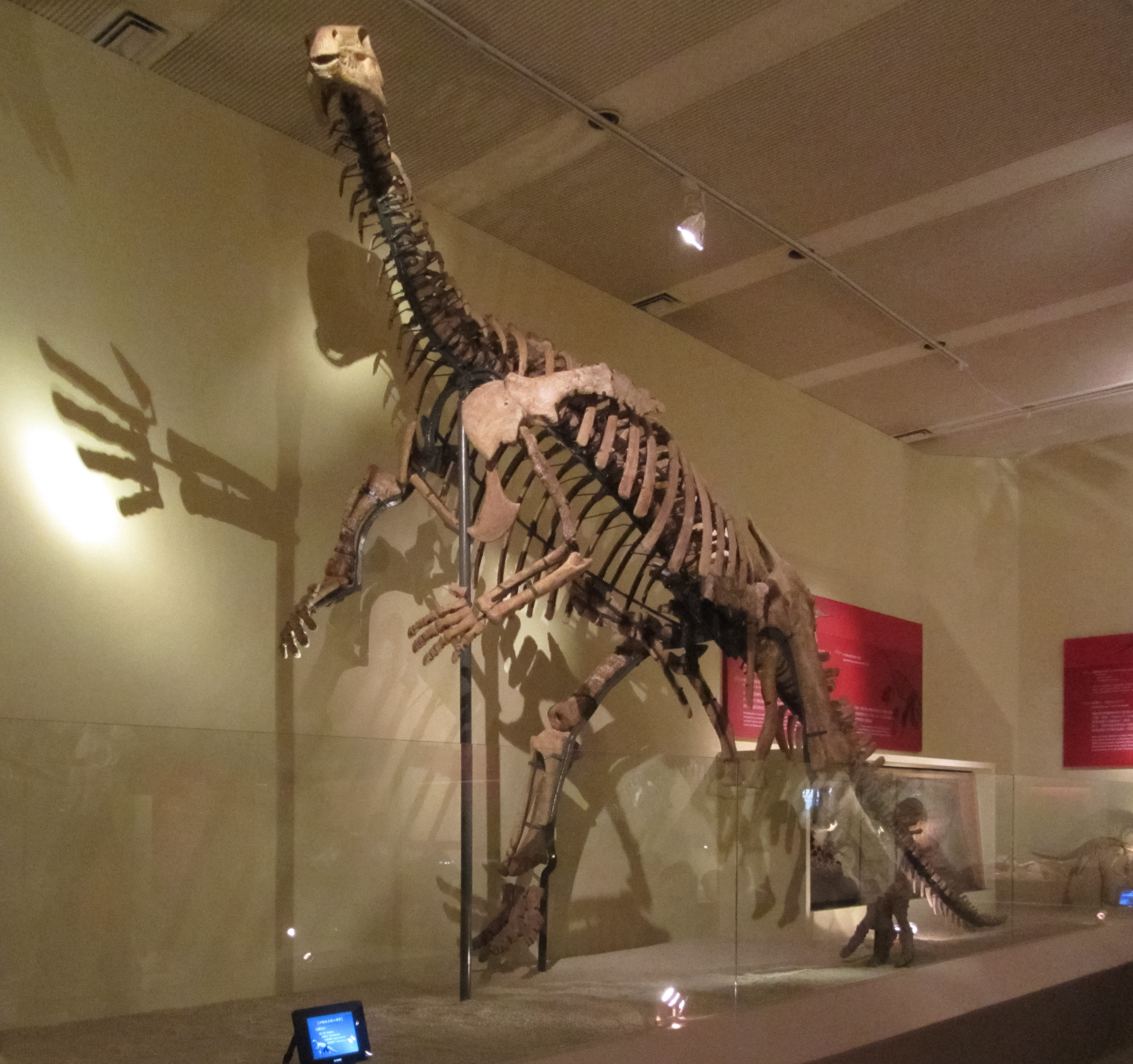
Реконструкция скелета

Xuwulong yueluni является средним по размеру орнитоподом с длиной тела около 5 метров. Череп имеет длину 38 сантиметров. Предчелюстная кость беззубая, имеет форму клюва; на верхней челюсти присутствуют двадцать один зуб, нижняя челюсть имеет двадцать зубов.
Точный кладистический анализ авторами описания не проводился. Таксон был причислен ими лишь к обширной кладе Hadrosauriformes. В 2014 году Дэвид Б. Норман поместил его в кладу Neoiguanodontia.